# Vanilla pompona
Vanilla pompona là một loài thực vật có hoa trong họ Lan. Loài này được Schiede miêu tả khoa học đầu tiên năm 1829.

## Hình ảnh

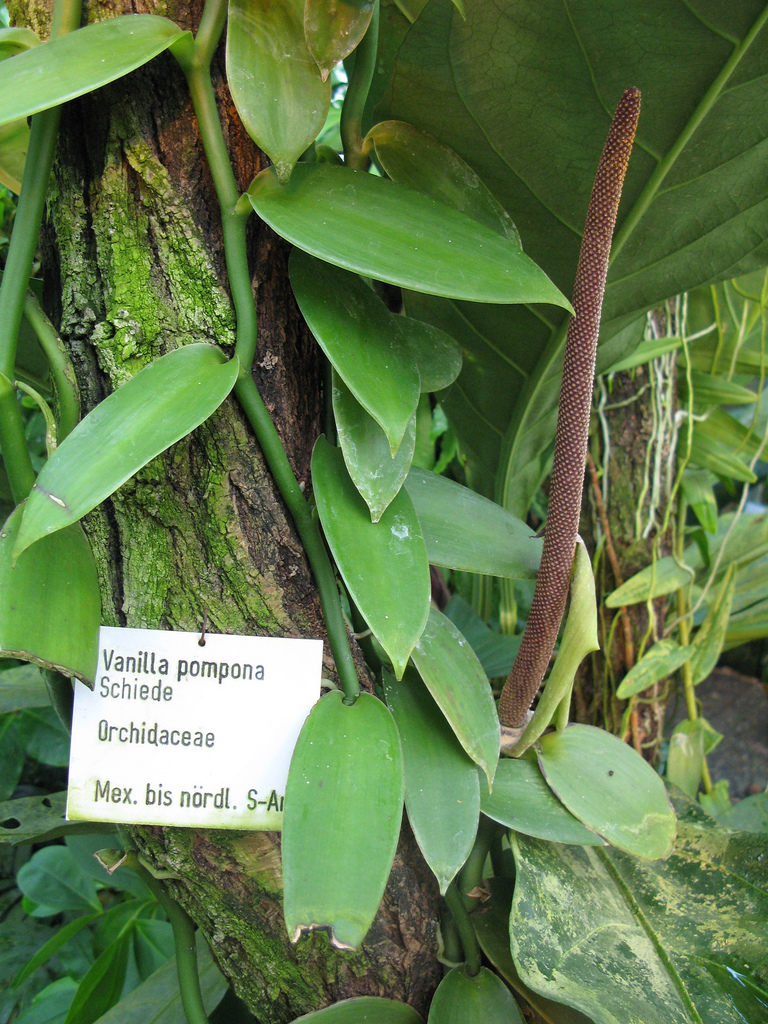
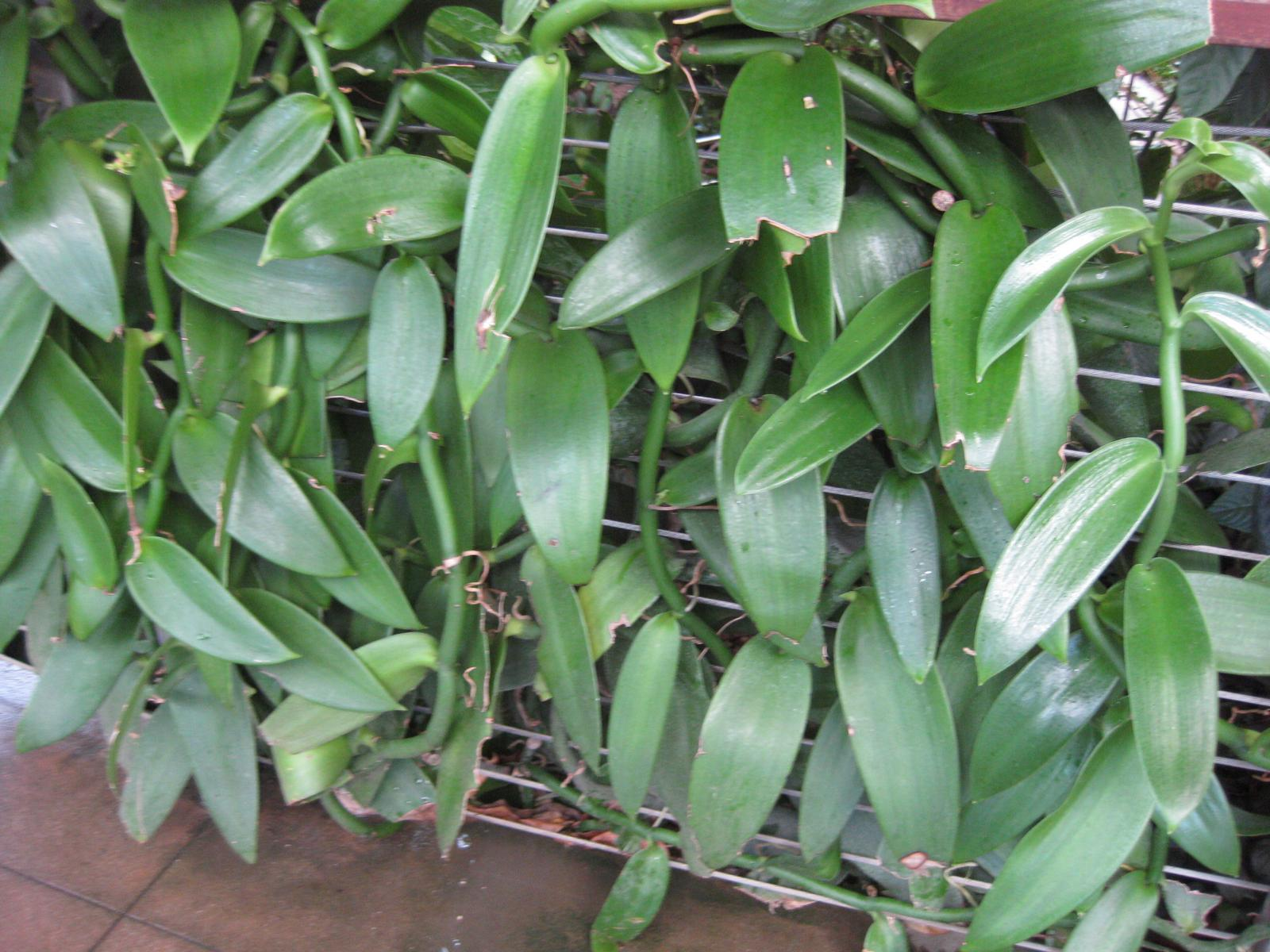
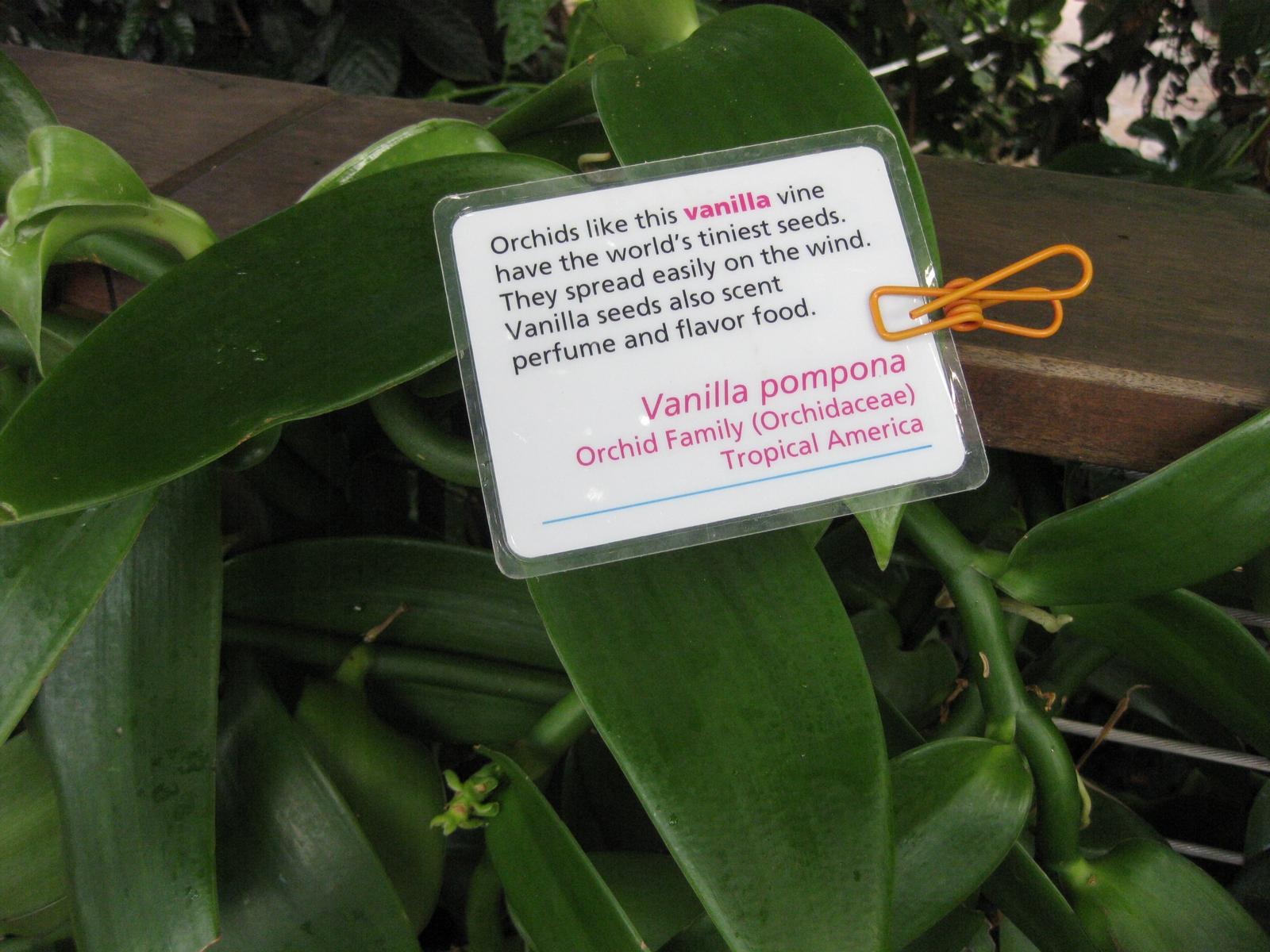
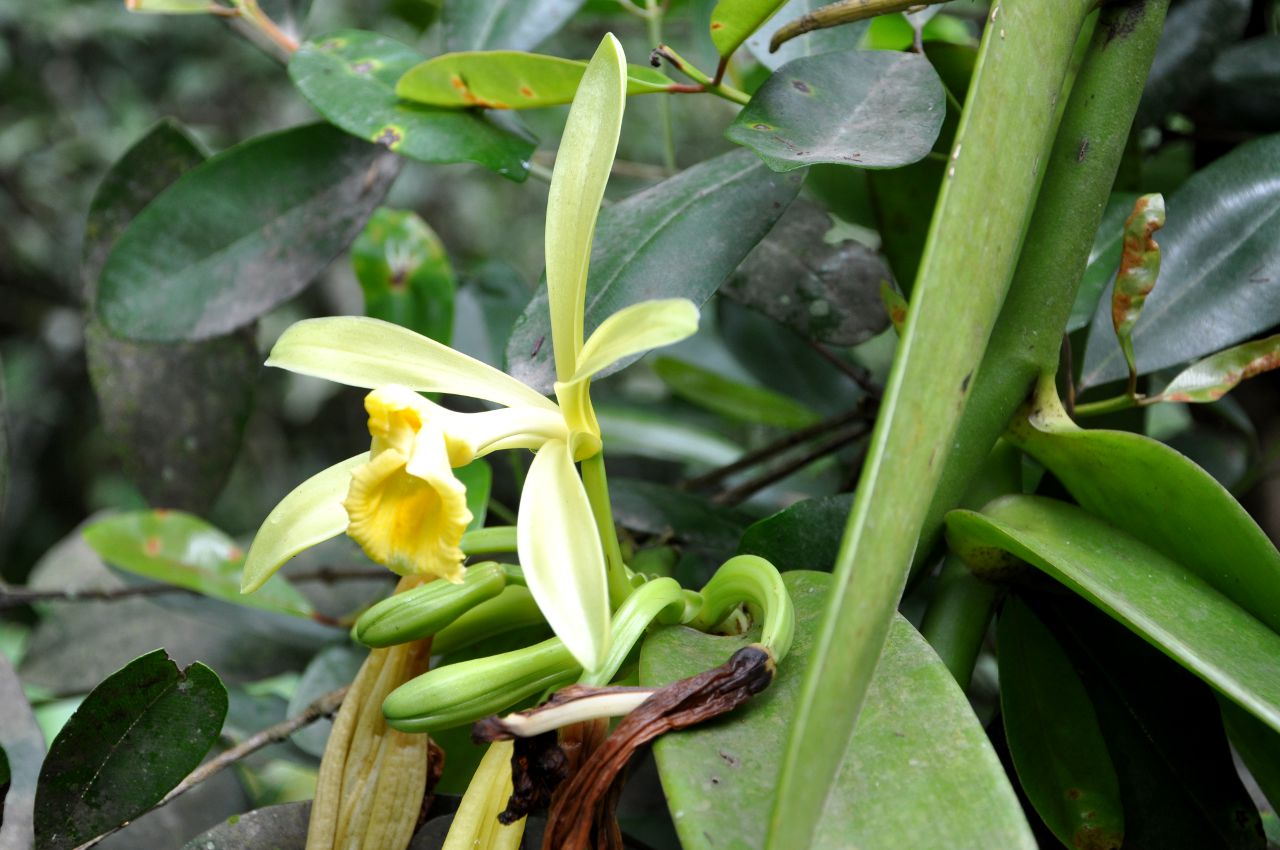